# Voorbedekerk in Fili
De Voorbedekerk in Fili (Russisch: Церковь Покрова в Филях) of Kerk van de Voorspraak en Bescherming van de Moeder Gods in Fili (Russisch: Церковь Покрова Пресвятой Богородицы в Филях) is een Russisch-orthodoxe kerk in Moskou. Fili was tot 1935 een dorp, maar is sinds de annexatie binnen het stadsgebied van Moskou gelegen. Het adres van de kerk is Novozavodskaija Oelitsa.

## Bouw
Bij een brand in 1712 zijn de bouwgegevens van de kerk verloren gegaan. De exacte datum van de oplevering van de kerk, de naam van de architect en de bouwers van de kerk zijn daarom niet bekend. De kerk werd gebouwd tussen 1689-1694 en behoort tot de mooiste voorbeelden van de Narysjkinbarok. Het gebouw heeft een grondplan van een Grieks kruis en is opgetrokken van rode baksteen met rijke decoraties van wit natuursteen. Zoals vaak het geval is met oudere Russische kerken bestaat de kerk uit een winterkerk en zomerkerk.

## Geschiedenis
De huidige kerk verving een houten kerk uit 1619. Deze houten kerk werd gebouwd door tsaar Michaël I Fjodorovitsj Romanov en gewijd aan de Voorspraak en Bescherming van de Moeder Gods, ter herinnering aan de Russische overwinning op de Poolse troepen in 1612.
In 1689 verkreeg de bojaar Lev Narysjkin, een oom van tsaar Peter de Grote, de rechten op het dorp Fili. Bij de opstand van de Streltsy, Moskouse schutters, in 1682 werden twee broers van Lev Narysjkin vermoord. Men neemt aan dat de vrouw van Lev Narysjkin hem wist te behoeden voor eenzelfde lot en dat Lev Narysjkin uit dankbaarheid de kerk liet bouwen.
De kerk werd in 1812 beschadigd door Franse troepen die de winterkerk als paardenstallen gebruikten. In 1922 werd het rijke interieur door bolsjewieken geplunderd. Begin jaren ’30 dreigde zelfs volledige sloop van de kerk ten behoeve van de vestiging van fabrieken. De kerk werd in 1941 definitief gesloten. Vervolgens zou de kerk ook nog onder ernstige oorlogsschade ondergaan. Na 1945 waren alle koepels, kruisen en de zomerkerk verwoest.
In de jaren ’70 van de twintigste eeuw werd de kerk overgedragen aan het Museum voor oude Russische Kunst en Cultuur.

## Heropening
Sinds de jaren ’90 probeert de Russisch-orthodoxe kerk het museum tot teruggave te bewegen. Het museum is echter de mening toegedaan dat het behoud van het monument beter in handen is bij het museum. Na overleg met het museum werden incidenteel erediensten toegestaan in de winterkerk, cultureel gezien het minst waardevolle deel van de kerk. Gerechtelijke tussenkomst beschikte dat de winterkerk voor regelmatige eredienst beschikbaar dient te zijn.